# Homberg
Homberg là một đô thị ở huyện Thun trong bang Bern ở Thụy Sĩ. Đô thị này có diện tích 6,52 km², dân số năm 2005 là 495 người.
Louis-Emil Eyer sinh ra tại Homberg.